# José Eudes Campos do Nascimento
José Eudes Campos do Nascimento (ur. 30 kwietnia 1966 w Barbacena) – brazylijski duchowny katolicki, w latach 2012–2018 biskup Leopoldiny, biskup São João del Rei od 2018.

## Życiorys
22 kwietnia 1995 otrzymał święcenia kapłańskie i został inkardynowany do archidiecezji Mariana. Pracował głównie jako duszpasterz parafialny, był także m.in. asesorem ds. duszpasterstwa młodzieży, ojcem duchownym archidiecezjalnego seminarium oraz wikariuszem biskupim dla północy archidiecezji.
27 czerwca 2012 papież Benedykt XVI mianował go biskupem diecezji Leopoldina. Sakry biskupiej udzielił mu 15 września 2012 arcybiskup Mariany Geraldo Lyrio Rocha.
12 grudnia 2018 papież Franciszek mianował go biskupem diecezji São João del Rei.